# Роселли, Джон
Джон Роселли (англ. John Roselli, урожд. Филиппо Сакко, 4 июля 1905 — 9 августа 1976) — американский гангстер итальянского происхождения, член итало-американской преступной группировки «Чикагский синдикат», которая контролировала Голливуд и Лас-Вегас-Стрип. В начале 1960-х годов Роселли был завербован ЦРУ в заговоре с целью убийства кубинского лидера Фиделя Кастро, он также подозревается в убийстве 35-го президента США Джона Кеннеди.

## Биография
Филиппо Сакко родился 4 июля 1905 года в коммуне Эсперии, Лацио, Италия в семье Винченцо Сакко и Мариантонии Паскале Сакко. В возрасте 6 лет вместе с родителями эмигрировал в Бостон, штат Массачусетс  . Его отец умер в 1918 году.
В 1922 году был арестован в Массачусетсе по обвинению в торговле наркотиками. Сначала он бежал в Нью-Йорк на три месяца, затем перебрался в Чикаго, где сменил имя с Филиппо Сакко на Джон Роселли. Новое имя было взято в честь итальянского скульптора эпохи Возрождения, Козимо Росселли. Позднее стал членом группировки «Чикагский синдикат» и был известен под прозвищем «Красавчик Джонни».
Точная дата и причина переезда Роселли в Лос-Анджелес неизвестны. Некоторые источники говорят, что Аль Капоне или Фрэнк Нитти отправили его на запад, чтобы контролировать деловые интересы группировки. Однако, Роселли переехал в Лос-Анджелес в 1924 году, еще до того, как Капоне или Нитти стали боссами. Он признал себя виновным в контрабанде пива в 1924 году. Позже Роселли начал работать с гангстером, Джеком Драгной.
Роселли стал близким другом кинопродюсера, Брайана Фоя, который привел его в кинобизнес в качестве продюсера. В 1940-х годах Роселли участвовал в многомиллионной кампании по вымогательству денег у киноиндустрии.
В 1942 году Роселли был обвинен в федеральном рэкете вместе с Джорджем Брауном, бывшим президентом «Международного союза театральных работников сцены», и Вилли Биоффом, рэкетиром и бывшим сутенером. Позже, в 1942 году, Роселли завербовался в армию США, где прослужил три года, прежде чем получил увольнение. Именно во время службы Роселли был осуждён за вымогательство денег у голливудских деятелей в 1943 году, отбывая тюремный срок до своего освобождения в 1947 году.
В середине 1950-х годов Роселли переключил свое внимание с Голливуда на Лас-Вегас, штат Невада. В 1956 году Роселли стал главным представителем чикагской и лос-анджелесской мафии в Лас-Вегасе. Его задачей было обеспечить чикагским мафиозным боссам получение доли от растущего дохода казино. Однако, по данным лос-анджелесского отделения ФБР, Роселли работал кинопродюсером в студии «Монограмма» .
После Кубинской революции в январе 1959 года Фидель Кастро закрыл казино, которые действовали на Кубе, и попытался изгнать бандитов из страны. Это заставило Роселли, Сэма Джанкану и Тампу Санто Траффиканте запланировать убийство Кастро.
Согласно документам о фамильных драгоценностях, опубликованным в 2007 году, члены американской мафии были причастны к попыткам ЦРУ убить кубинского лидера Фиделя Кастро. Документы показали, что в сентябре 1960 года ЦРУ завербовало Роберта Маэу, бывшего агента ФБР и помощника Говарда Хьюза в Лас-Вегасе, чтобы он обратился к Роселли под предлогом представления интересов международных корпораций, которые хотели смерти Кастро из-за проигранных азартных игр. Роселли представил Маэу главарям мафии Сэму Джанкане и Санто Траффиканте-младшему. Снабжённые шестью таблетками яда от ЦРУ, Джанакана и Траффиканте безуспешно пытались заставить людей поместить яд в пищу Кастро. Дальнейшие попытки были вскоре отменены из-за Операции в бухте Кочинос в апреле 1961 года.
В 1963 году певец, Фрэнк Синатра спонсировал Роселли для членства в эксклюзивном лос-анджелесском клубе «Friars Club». Вскоре после того, как его приняли, Роселли обнаружил сложную операцию по мошенничеству с картами, которой руководил один из его друзей в Лас-Вегасе, Морис Фридман, и попросил свою долю. Карточный обман был наконец обнаружен в июле 1967 года агентами ФБР, следившими за Роселли. Десятки богатых людей, включая миллионера, Гарри Карла, мужа актрисы Дебби Рейнольдс и актера Зеппо Маркса, были обмануты на миллионы долларов. Грант Купер представлял интересы некоторых обвиняемых по этому делу, включая Роселли. В конце концов Роселли был осужден и оштрафован на 55 тысяч долларов. Во время процесса на столе адвоката были обнаружены секретные протоколы заседаний большого жюри. В конце концов Купер признал себя виновным в хранении документов.
В 1960-х годах Служба иммиграции и натурализации США также пыталась депортировать Роселли, но безуспешно .
24 июня и 22 сентября 1975 года Роселли дал показания перед комитетом сената США по разведке во главе с сенатором от штата Айдахо, Фрэнком Черчем, о плане ЦРУ убить Кастро, операции «Мангуст». Незадолго до того, как Роселли дал показания, неизвестный застрелил Джанкану в подвале его дома в Иллинойсе. Это случилось за несколько дней до того, как Джанкана должен был дать показания перед комитетом. Убийство Джанканы, предположительно, побудило Роселли навсегда покинуть Лос-Анджелес и Лас-Вегас и осесть в Майами, штат Флорида.
23 апреля 1976 года Роселли был вызван в комитет для дачи показаний о заговоре с целью убийства президента Кеннеди. Через три месяца после первой дачи показаний по делу об убийстве Кеннеди комитет захотел отозвать Роселли. Однако, 28 июля он пропал без вести. 3 августа сенатор, Говард Бейкер попросил ФБР расследовать исчезновение Роселли.

## Смерть
9 августа 1976 года разлагающееся тело Роселли было найдено рыбаком в 55-галлонном стальном топливном баке, плавающем в заливе Дамфаундлинг близ Майами, штат Флорида. Он умер от удушья. Федеральные следователи предположили, что он, возможно, был убит чикагскими гангстерами за то, что удерживал долю игорных интересов мафии в Лас-Вегасе. По просьбе некоторых членов сената США генеральный прокурор, Эдвард Леви, поручил ФБР выяснить, не привели ли предыдущие показания Роселли относительно заговора ЦРУ с целью убийства Кастро к его убийству.

## Заговор против Кеннеди
После смерти Роселли журналисты Джек Андерсон и Лес Уиттен опубликовали передовицу, в которой утверждалось, что Роселли сообщил своим коллегам, что лица, которых он завербовал для убийства Кастро, участвовали также в убийстве президента Джона Кеннеди.
Билл Бонанно, сын босса группировки Коза ностра, Джозефа Бонанно, утверждал в своих мемуарах 1999 года «Bound by Honor: A Mafioso's Story», что его отец обсуждал убийство Кеннеди с Роселли и вовлек его как главного киллера в заговор, спровоцированный мафией. По словам Бонанно, Роселли стрелял в Кеннеди из канализации на улице Вязов. В 2006 году канал Discovery Channel выпустил в эфир часовой телевизионный документальный фильм под названием «Conspiracy Files:JFK». Основываясь на информации, содержащейся в книге Ламара Уолдрона «Конечная жертва», программа утверждала, что Роселли был ответственен за подставу Абрахама Болдена, арестованного за день до того, как он должен был предстать перед Комиссией Уоррена. В 2010 году журнал Playboy опубликовал статью Хиллела Левина, в которой утверждалось, что Роселли также был замешан в убийстве Роберта Пламли и Джеймса Файлса.

## В массовой культуре
В телесериале «Вегас» персонаж чикагской мафии, Джонни Риццо, изображенный Майклом Уайзманом, частично основан на биографии Джонни Роселли. Риццо занесен в черный список и не может находиться ни в одном казино. Когда шериф Ральф Лэмб ловит Риццо в одном из них, он требует, чтобы Риццо ушел. Риццо, известный своей вспыльчивостью, ввязывается в драку, а Лэмб легко его усмиряет. Эта сцена основана на реальном событии с участием настоящего шерифа Лэмба и Роселли.